# Arab Shipbuilding and Repair Yard

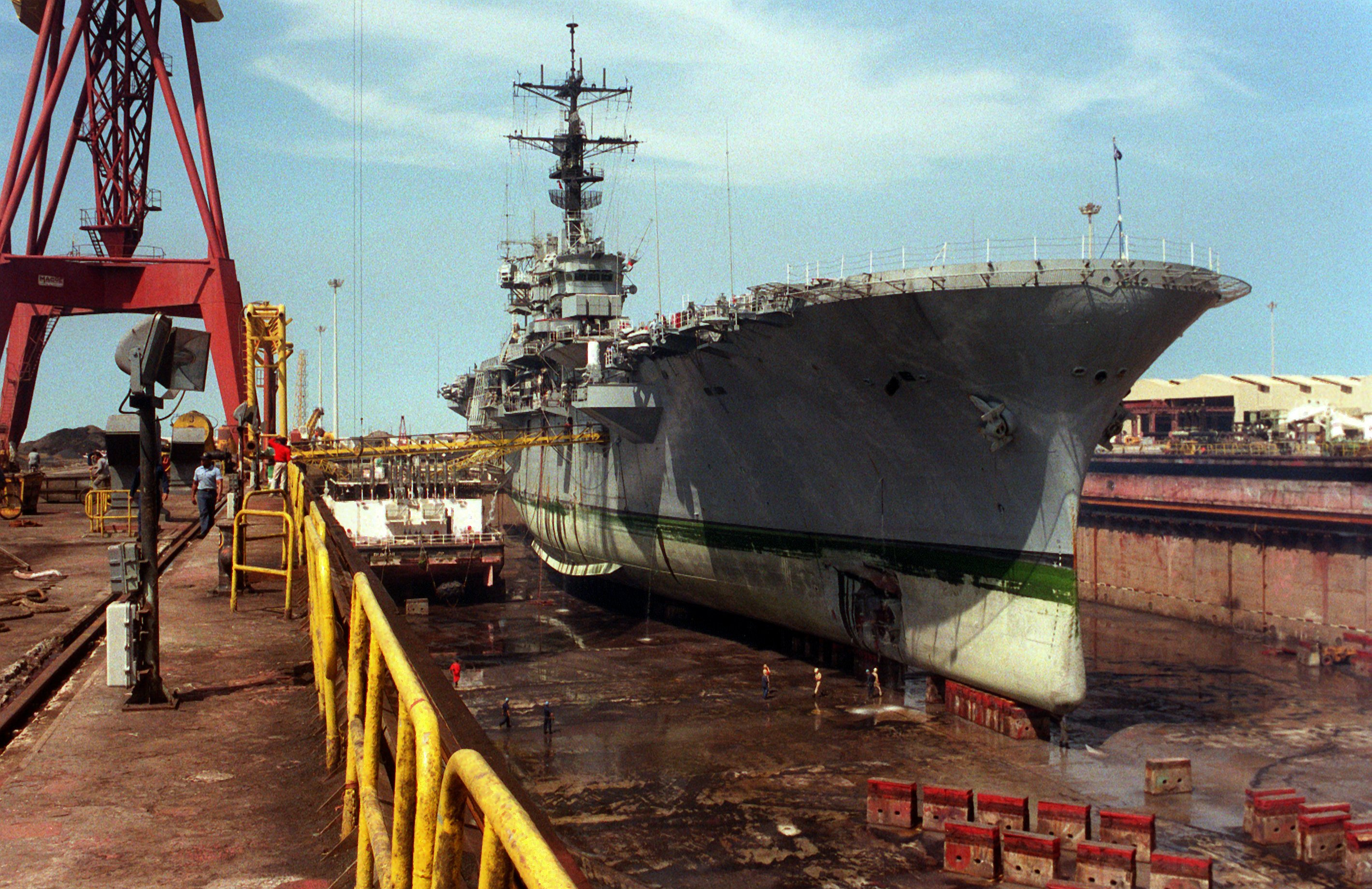
Durch Mine beschädigte USS Tripoli 1991 im Asry-Trockendock

Die Arab Shipbuilding and Repair Yard (ASRY; arabisch الشركة العربية لبناء وإصلاح السفن, DMG aš-Šarika al-ʿarabiyya li-banāʾ wa-iṣlāḥ as-sufun, kurz أسري / Asrī) ist eine 1977 gegründete Werft in al-Hidd, Bahrain. Schwerpunkt ist die Wartung und Reparatur von Tankern im Persischen Golf, daneben seit 2010 die Reparatur von Offshorebauwerken, seit 2015 der Neubau von Schiffen und seit 2018 der Anlagenbau.

## Gründung und Eigentumsverhältnisse
Die Organisation der arabischen Erdöl exportierenden Staaten initiierte in den 1970er Jahren den Bau einer Werft zur Instandhaltung und Reparatur der Tanker im Persischen Golf und damit die Förderung der regionalen Wirtschaft einschließlich der Schaffung von Arbeitsplätzen für die heimische Bevölkerung. Das Abkommen zur Gründung wurde 1973 in Kuwait unterzeichnet: Gründungsmitglieder der Werft waren die Regierungen von Saudi-Arabien, Kuwait, der Vereinigten Arabischen Emirate, Katar und Bahrain, die jeweils 18,84 Prozent der Anteile hielten. Darüber hinaus erhielt der Irak 4,7 Prozent und Libyen die übrigen 1,1 Prozent. In mehreren Schritten wurde das Unternehmen bis 1977 mit 340 Millionen US-Dollar ausgestattet. 2018 änderten sich die Besitzverhältnisse, als Bahrain über die Mumtalakat Holding Company (Mumtalakat, der Staatsfonds des Königreichs Bahrain) durch eine Kapitalerhöhung Mehrheitsaktionär von Asry wurde. Diese Mehrheit hat die Nationale Öl- und Gasbehörde (NOGA) 2019 übernommen.

## Lage, Bau und Ausstattung
Die Arab Shipbuilding and Repair Yard liegt im Nordosten von Bahrain auf der Insel al-Muharraq in der früher selbständigen Stadt Al-Hidd, heute ein Stadtteil von al-Muharraq. Errichtet wurde die Werft von der südkoreanischen Hyundai Group.
Zur Ausstattung der Werft gehört ein Trockendock mit einer Länge von 375 Metern, das Schiffe bis zu 500.000 Tonnen aufnehmen kann. Asry war die erste Werft der Welt, die eigens für „Very Large Crude Carriers“, Tanker einer Größenordnung über 200.000 Tonnen, gebaut wurde. Ergänzt wird das Trockendock seit 1992 durch zwei Schwimmdocks mit 252 Metern und 227 Metern Länge für Schiffe bis zu 120.000 Tonnen bzw. 80.000 Tonnen sowie seit 2008 zwei Zwillings-Slipanlagen mit einer Länge von 255 Metern. Dazu kommen 15 Reparaturliegeplätze und zahlreiche Werkstätten für die unterschiedlichsten Aufgaben. Die Werft ist mit 15 Kränen ausgestattet, deren Tragfähigkeit von 12 Tonnen bis 200 Tonnen reichen, darunter ein Schwimmkran für 200 Tonnen. Bereits zur Erstausstattung 1977 gehörten sechs Werftschlepper, die bei den portugiesischen Werften Estaleiros São Jacinto und H. Parry & Son gebaut worden waren. Diese wurden 2011 durch vier neue Schlepper ersetzt; 2019 waren sieben Schlepper im Einsatz.

## Entwicklung des Werftbetriebes
Nach der Inbetriebnahme im September 1977 bzw. der offiziellen Eröffnung am 15. Dezember 1977 übernahm zunächst die portugiesische Lisnave-Werft das Management des neuen Unternehmens. 1978 reparierte die Werft das erste Schiff, einen Tanker. Zu den Kunden zählten zunächst die vor Ort tätigen Reedereien und in der Ölförderung und -verarbeitung tätigen Firmen mit Tankern, Frachtern, Unterstützungsschiffen wie Schleppern oder Versorgern. Zu den Kunden gehören auch die Marine und Küstenwache Bahrains, die US Navy, deren 5. Flotte ihren Sitz in Bahrain hat, und die britische Royal Navy.
In den ersten Jahren erzielte die Werft trotz einer hohen Auslastung nur wenig Gewinne und machte zeitweise Verluste (1979: 10 Mio. US-$ Verlust, weitere Umsätze: 1983: 31 Mio. US-$, 1983: 13 Mio. US-$, 1984: 16,6 Mio. US-$, 1994: 68 Mio. US-$, 1995: 74 US-$). Die Beschäftigtenzahlen lagen in diesem Zeitraum nahezu konstant bei rund 1200 bis 1300 Mitarbeitern. Daher nahm das Unternehmen in ihr Portfolio Umbauten von Schiffen auf. Der erste Umbau erfolgte 1996 für die norwegische Reederei Fred. Olsen & Co., für die die Werft den 1974 gebauten Tanker Knock Taggart mit 140.905 Tragfähigkeit in eine schwimmendes Tanklager für den Einsatz vor der nigerianischen Küste umwandelte. Ab 2010 bot die Werft die Wartung und Reparatur von Bohrinseln an, ab 2015 den Neubau von Schiffen (Leichter, Schlepper, Landungsboote). In diesem Rahmen baute sie vier Schlepper für den eigenen Bedarf und 2016 ein Landungsboot für die bahrainische Küstenwache. Weitere Neubauten sind nicht bekannt.
Bis 2019 hat die Werft nach eigenen Angaben über 4100 Schiffe repariert oder umgebaut, jährlich werden rund 200 weitere Maßnahmen durchgeführt. Die Umsatzzahlen des Unternehmens stiegen 2013 auf rund 199 Mio. US-$ und fielen im Folgejahr auf rund 150 Mio. US-$. Lag die Zahl der Mitarbeiter 2012 bei 5400, dann 2014 bei rund 6000 Beschäftigten, musste die Werft 2017 aufgrund fehlender Aufträge rund 20 Prozent der Mitarbeiter entlassen. Vor diesem Hintergrund erweiterte das Unternehmen ihr Portfolio erneut und bietet seitdem im Rahmen der Umstrukturierung in einem neuen Geschäftsfeld den Anlagenbau an.